# Sanremo '59
Sanremo '59 è un EP del cantante Teddy Reno pubblicato nel 1959 dalla RCA Italiana.

## Tracce
Lato A
1. Conoscerti (D'Anzi)
2. Lì per lì (Beretta, Viezzoli)

Lato B
1. ...Ma baciami (Panzuti, Godini, Rizza)
2. Piove...! (Domenico Modugno, Dino Verde)